# Bell P-39 Airacobra

Bell P-39D Airacobra

De Bell P-39 Airacobra was een van de voornaamste jachtvliegtuigen van de United States Army Air Forces bij het uitbreken van de Tweede Wereldoorlog. Het toestel was van Bell Aircraft Corporation. Het was het eerste jachtvliegtuig met driewielig onderstel, en met de motor geplaatst in de romp achter de cockpit. Ondanks het innovatieve ontwerp, waren de prestaties van de Airacobra beperkt door het gebrek aan een efficiënte turbolader, waardoor het toestel best inzetbaar was op lage hoogtes.
De P-39 werd met succes ingezet door de luchtmacht van de Sovjet-Unie aan het Oostfront. Andere belangrijke afnemers van het toestel waren de Vrije Fransen, en de Italianen na de overgave in 1943. Uit het toestel werd de P-63 Kingcobra ontwikkeld, die de gebreken van de P-39 moest verhelpen.

## Landen in gebruik
- Australië
- Frankrijk
- Italië
- Polen
- Portugal
- Sovjet-Unie
- Verenigd Koninkrijk
- Verenigde Staten

## Naslagwerken
- (en)  Byk, Gary The Modeller's Guide to the Bell P-39 Airacobra in RAAF Service. Melbourne, Australia: Red Roo Models Publication (1997) ISBN 0646328697
- (en)  Johnsen, Frederick A. Bell P-39/P-63 Airacobra & Kingcobra. St. Paul, Minnesota: Voyageur Press (1998) ISBN 1580070108
- (en)  Mariinskiy, Evgeniy Red Star Airacobra: Memoirs of a Soviet Fighter Ace 1941–45. Solihull, VK: Helion and Company (2006) ISBN 1874622787